# Sovraelongazione

Sovraelongazione

In un sistema dinamico lineare si calcola la sovraelongazione (relativa) σ nel modo seguente:
{\displaystyle \sigma ={\frac {y_{\max }-{\bar {y}}}{\bar {y}}}}
Dove {\displaystyle {y_{\max }}} è il massimo valore assunto dall'uscita del sistema e {\displaystyle {\bar {y}}} l'uscita all'equilibrio.
La sovraelongazione riveste un ruolo decisamente importante nella progettazione dei sistemi automatici una volta che una sovraelongazione elevata può danneggiare "fisicamente" gli adduttori o le parti del sistema stesso. Per determinare l'esistenza di sovraelongazioni si può guardare il quadro delle traiettorie del sistema (per sistemi con dimensione massima pari a 3) oppure per simulazione del sistema.